# Francisco de Borja

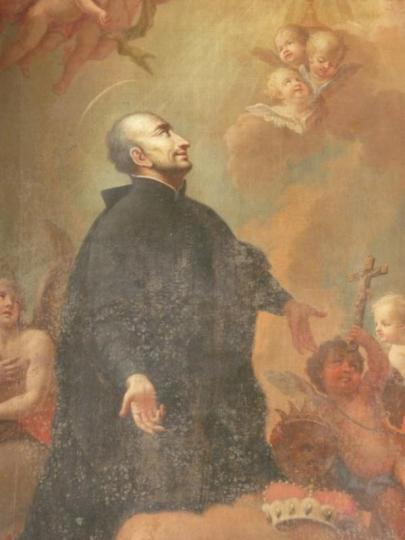
Borgia Szent Ferenc oltárképe

Francisco de Borja, magyarosan Borgia Szent Ferenc (1510. október 28. – 1572. október 1.) római katolikus jezsuita szerzetes, a jezsuita rend generálisa.

## Élete
Ferenc 1510. október 28-án született Gandiában előkelő spanyol család gyermekeként. Édesapja, Roderigo de Borgia, Gandia hercege, édesanyja, Aragóniai Janka II. Ferdinánd aragóniai király unokája volt. Az édesanyja Assisi Szent Ferenc iránti tiszteletből adta az elsőszülött fiúnak a Ferenc nevet, aki a hercegség várományosa volt. Ferenc tízéves korában elveszítette anyját, s egy lázadás miatt a nevelőjének menekítenie kellett őt. Ezután a nagybácsi, a zaragozai érsek udvarában nevelkedett. Tizennyolc évesen a királyi udvarba került és a király, V. Károly német-római császár csakhamar a barátságába fogadta.
1529-ben házasságot kötött Eleonóra Castro udvarhölggyel és tizenhét éves házasságuk alatt nyolc gyermekük született. Amikor Izabella császárné 1539 nyarán váratlanul meghalt, Ferencnek kellett a koporsót Toledóból Granadába kísérnie. Granadába érve a temetés előtt neki kellett a felnyitott koporsóban azonosítani a holttestet. A kétnapos halott látványa úgy megrendítette, hogy elfordult korábbi életétől. 1539-től 1543-ig viselte Katalónia alkirályának hivatalát. Alig vette át apja halála után Gandia hercegségét, 1546 tavaszán elveszítette hitvesét. Ekkor merész lépésre határozta el magát: felvételét kérte a Jézus Társaságnak csak néhány évvel azelőtt megalapított rendjébe. Alkirályként megismert már néhány jezsuitát. 1545 végén így értesítették a rend generálisát, Loyolai Szent Ignácot: Szívvel- lélekkel érdeklődik a társaság iránt, és azt beszélik róla, hogy ha szabad lenne, be is lépne.
Ferenc ebben az időben székvárosában, Gandiában kollégiumot és főiskolát alapított, és átadta a jezsuita rendnek. Ignác 1546. október 9-én felvette rendjébe a főnemesi jelöltet. A hercegnek azonban először még gondoskodnia kellett valamennyi gyermekéről, emellett teológiát kellett tanulnia, és lehetőség szerint meg kellett szereznie a doktori fokozatot. A herceg elhatározása még öt éven át titokban maradt. A rend ellen Spanyolországban ellenállás mutatkozott; ő azonban leplezetlenül támogatta a jezsuitákat tanáccsal és tettekkel egyaránt. Életmódjában - így napirendjében is - akkora szigorúságot tanúsított, hogy a rend generálisa többször intette: tartson mértéket és kerülje a túlhajtást.
1550-ben a jubileumi év kedvező alkalmat kínált Ferencnek, hogy feltűnés nélkül Rómába utazzon. Elutazása előtt közölték családja tagjaival a herceg lényeges állapotváltoztatását. Legidősebb fia átvette a hercegség kormányzását, s többi gyermekéről is gondoskodott Ferenc. Nagy kísérettel tette meg az utat Spanyolországon, Franciaországon és Észak-Itálián át; a főnemesség és a fejedelmek mindenütt rangjához méltóan fogadták. Rómában a jezsuita rend generálisának házát választotta szálláshelyéül. Ferenc Rómából V. Károly császár tudomására hozta elhatározását, és kérte beleegyezését. 1551 februárjában még mindig ismeretlen jezsuitaként indult vissza Spanyolországba; Baszkföldön, a rendalapító szülőföldjén kapta meg a császár Augsburgból küldött beleegyező írását. Most végre nyilvánosan is megvallhatta, hogy hova tartozik; elsőszülöttje javára lemondott az uralomról és minden főnemesi kiváltságáról.
Néhány nappal ezután pappá szentelték. Ennek az eseménynek a híre messze túlszárnyalta Spanyolország határait, és a még csak tízéves jezsuita rend vonzóerejét jelentősen megnövelte. Alig egy évvel később Károly császár, majd később fia, II. Fülöp spanyol király azon fáradozott, hogy a pápánál kijárja az egykori herceg bíborossá emelését. Ignác csak a legnagyobb elővigyázattal tehette meg ellenintézkedéseit, mert a császár egyébként is nagyon tartózkodóan viselkedett a jezsuita renddel szemben. Ferenc viszont nem tudott határozni, mert a pápa kívánsága volt számára mérvadó. A rend generálisa azonban végül meg tudta győzni arról, hogy a pápa a császár kifejezett kívánsága ellenére sem késztethetné soha akaratával szemben a bíborosság elfogadására. Ezúttal is, mint más esetekben, amikor a jezsuita rend tagjait egyházi méltóságokra javasolták, Ignác veszélyeztetve látta fiatal rendjét, és ezért mindent megmozgatott, hogy keresztezze az ilyenféle terveket. Mindig sikert is ért el.
Bár Ferenc személy szerint inkább vonzódott a zárt élethez és a magányossághoz, a szemlélődő imádsághoz, észszerűtlen lett volna, hogy a lélekgondozás érdekében ki ne használják a helyzet kínálta lehetőségeket. A spanyol és a portugál udvarban személyes befolyása által néhány dolgot el is tudott érni. 1554-ben Ignác kinevezte az Ibériai-félsziget valamennyi jezsuita alapításának általános felügyelőjévé. Az uralkodáshoz szokott, de a rend mindennapi életében még tapasztalatlan elöljáró bizonyos nehézségekkel került szembe.
Elmúlt életének utórezgése volt, hogy 1554-ben a császár anyjának, II. (Őrült) Johannának betegágyához hívták Tordesillas-ba, s vele is maradt annak haláláig; az is idetartozik, hogy V. Károly, miután 1555-ben az uralkodásba belefáradva lemondott a koronáról, egykori alattvalóját és barátját többször is magához hívta. Tekintélye és befolyása számos ellenséget szerzett neki. Az inkvizíció 1559-ben a tiltott könyvek jegyzékére tett egy könyvet, amely Gandia hercegének neve alatt (de beleegyezése nélkül) jelent meg, és amelyből ő maga csak néhány oldalt írt.
Ez volt a kezdete annak a támadásnak, amely elől Ferenc gyors, csaknem meneküléshez hasonló utazásával Portugáliába távozott. Onnan 1561-ben Rómába ment. Most minden másként volt, mint tíz évvel azelőtt. Menekülőként érkezett; hívő voltát, sőt még személyes életmódjának feddhetetlenségét is kétségbe vonták; intézkedései ellen vádló hangok hallatszottak, és a spanyol királynál sem látták már szívesen. Először teljes elrejtettségben élt. Tekintélye azonban Rómában töretlen volt: úgy tisztelték, mint ,,aki egykor herceg volt, most pedig szent. Diego Lainez generális halála után a rend második általános gyűlésén a harminckilencből harmincegy szavazattal őt választották meg a harmadik jezsuita generálisnak.
1570 nyarán V. Piusz pápa a generálist kísérőül rendelte Bonelli bíboros mellé, akinek legátusként a török elleni szövetséget kellett szorgalmaznia a spanyol és portugál királyi udvarban. A diplomáciai küldetés eredménye nem felelt meg teljesen a reményeknek, de a törökökön Lepantó-nál aratott tengeri győzelem (1571) mégiscsak látható sikernek számított. Ferenc számára a küldetés annak örömével járt, hogy viszontláthatta gyermekeit, akikkel mindig szoros levélbeli kapcsolatban maradt. A Fülöp királlyal kialakult korábbi feszültség régen feledésbe ment. Spanyolországban és Portugáliában tolongott a nép, hogy—mint nevezték—a ,,szent herceget láthassa és hallhassa.
Róma utasítására kiterjesztette utazása programját; a francia udvart is meg kellett látogatnia. Ottani eredménye az eddigieknél is csekélyebb volt. Amikor február végén hír érkezett a pápa súlyos betegségéről, meg kellett szakítania ottani tartózkodását. Téli utazása az Alpokon át még súlyosabbá tette a beteg generális egészségi állapotát. Torinótól kezdve a Pó mentén haladt, majd Ferrarában hosszabb ideig megállapodott. Csak szeptemberben folytatta útját.
Szeptember 28-án érkezett a kis menet a súlyos beteggel Rómába. A szeptember 30-áról október 1-ére virradó éjszaka meghalt Borgia Ferenc. Halála után száz évvel, 1671-ben avatták szentté. A szent testét, amelyet eredetileg Rómában, az új Gesu templomban temettek el, már 1617-ben átszállították Madridba, a jezsuiták templomába. Miután még egyszer átvitték egy másik templomba, földi maradványai áldozatul estek a kolostor 1931. évi ostromának.